# Nik Kershaw
Nik Kershaw, właściwie Nicholas David Kershaw (ur. 1 marca 1958 w Bristolu) – angielski piosenkarz i kompozytor muzyki pop i synth pop, popularny w latach 80. XX wieku. Kershaw zaśpiewał w koncercie Live Aid (1985 na stadionie Wembley), oraz napisał teksty piosenek dla zespołów Let Loose, The Hollies i Chesneya Hawkesa. Znany z utworów, takich jak „I Won't Let the Sun Go Down on Me”, „Wouldn't It Be Good” oraz „The Riddle”.

## Życiorys

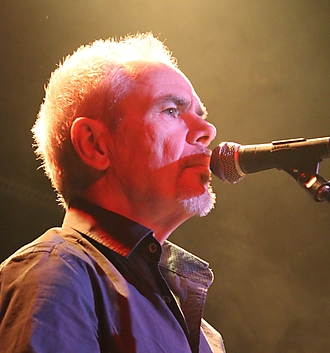
Nik Kershaw, 2013

Nik Kershaw w 1974 roku związał się z zespołem Half Pint Hogg, który skupiał się przede wszystkim na wykonywaniu coverów Deep Purple. Następnie grał w jazz-funkowej formacji Fusion, z którą pod koniec lat 70. wydał album 'Til I Hear From You.
W roku 1983 podpisał kontrakt z MCA Records i wydał swój pierwszy solowy singel „I Won't Let the Sun Go Down on Me”, który dotarł do 47. miejsca brytyjskiej listy przebojów. Wielką popularność natomiast zdobył m.in. w Skandynawii, Holandii i Szwajcarii. W styczniu 1984 ukazał się jego drugi singel „Wouldn't It Be Good”. Piosenka zajęła 4. miejsce w Wielkiej Brytanii i stała się wielkim hitem w Europie. Popularność zdobył także m.in. w USA, Australii i RPA. W czerwcu 1984 wydano reedycję wcześniejszego singla „I Won't Let The Sun Go Down on Me”, który uplasował się na 2. miejscu brytyjskiego notowania. Stał się jeszcze większym sukcesem w Europie, jednak nie podbił tym razem listy przebojów w Skandynawii. Album Human Racing został dobrze przyjęty przez publiczność.
Kolejnym wielkim sukcesem Nika stał się drugi album The Riddle, który ukazał się w listopadzie jeszcze tego samego roku. Promowała go piosenka o tym samym tytule, która również odniosła sukces w Europie. Była drugą piosenką, która zdobyła popularność w Skandynawii. Kolejnymi singlami ukazały się utwory: „Wide Boy” oraz „Don Quixote”.
Ze względu na największą sprzedaż swoich płyt w 1984 roku w swoim kraju, rok później (1985) Kershaw był jedną z osób zaproszonych do udziału w koncercie Live Aid na stadionie Wembley, gdzie wystąpił obok takich sław, jak m.in.: U2, Queen, Paul McCartney, Dire Straits, czy Phil Collins.
Kolejne dwa albumy (Radio Musicola z 1986 roku oraz The Works z 1989) nie odniosły już większego sukcesu komercyjnego. Kershaw stopniowo wycofywał się z aktywnej pracy w studiu oraz koncertów. Po roku 1989 słuch o nim jako artyście praktycznie zaginął.
W późniejszych latach artysta skupił się na tworzeniu utworów dla innych wykonawców. W roku 1999 powrócił z albumem 15 Minutes. Mimo że żaden z nowych singli i albumów nie odnosi znacznego sukcesu, Kershaw do dziś gra na koncertach.

## Życie prywatne
Nik Kershaw był dwukrotnie żonaty. W roku 1983 poślubił Kanadyjkę imieniem Sheri, z którą miał trzech synów. Jeden z nich urodził się z zespołem Downa. Po 2003 roku małżeństwo zakończyło się rozwodem.
W czerwcu 2009 roku małżonką Kershawa została Sarah, z którą był już związany od 4 lat. Miała ona już z pierwszego małżeństwa córkę imieniem Renee. Rok później żona Kershawa urodziła syna.

## Dyskografia

### Albumy
- 1984 Human Racing
- 1984 The Riddle
- 1986 Radio Musicola
- 1989 The Works
- 1991 The Collection
- 1991 Wouldn't It Be Good
- 1993 The Best of Nik Kershaw
- 1995 Anthology
- 1998 Greatest Hits
- 1999 15 Minutes
- 2000 The Essential
- 2001 To Be Frank
- 2005 Then and Now
- 2006 You've Got to Laugh
- 2010 No Frills
- 2012 Ei8ht
- 2020 Oxymoron

### Płyty koncertowe
- 1987 BBC Transcription Service - Live in Concert